# Cerro Negro, San José Tenango
Cerro Negro är en ort i Mexiko.   Den ligger i kommunen San José Tenango och delstaten Oaxaca, i den sydöstra delen av landet, 290 km sydost om huvudstaden Mexico City. Cerro Negro ligger 1 077 meter över havet och antalet invånare är 101.
Terrängen runt Cerro Negro är kuperad norrut, men söderut är den bergig. Runt Cerro Negro är det ganska tätbefolkat, med 86 invånare per kvadratkilometer. Närmaste större samhälle är Huautla de Jiménez, 16,5 km väster om Cerro Negro. I omgivningarna runt Cerro Negro växer i huvudsak städsegrön lövskog.